# 야마구치 사토시 (1959년)
야마구치 사토시(일본어: 山口 悟, 1959년 8월 1일 ~ )는 일본의 전 축구 선수이다.

## 국가대표팀 경력
1979년 FIFA 세계 청소년 축구 선수권 대회에 참가할 일본 U-20 국가대표팀에 발탁되었다.
그는 1981년 2월 19일 싱가포르과의 경기에서 일본 국가대표팀에 데뷔했다.

## 통계
| 일본 | 일본 | 일본 |
| 연도 | 출전 | 득점 |
| ---- | ---- | ---- |
| 1981 | 1    | 0    |
| 통산 | 1    | 0    |